# Panorpa japonica
Panorpa japonica is een insect uit de orde van de schorpioenvliegen (Mecoptera), familie van de schorpioenvliegen (Panorpidae). De wetenschappelijke naam van de soort is voor het eerst geldig gepubliceerd door Thunberg in 1784.
De soort komt voor in Japan.